# Korake ti znam

Korake ti znam (Je connais tes pas) est la chanson de l'artiste bosnienne MayaSar qui représente la Bosnie-Herzégovine au Concours Eurovision de la chanson 2012 à Bakou, en Azerbaïdjan. MayaSar l'a composée elle-même tandis que Mahir Sarihodzic et Adriano Pennino ont fait les arrangements.

## Eurovision 2012
La chanson est présentée le 15 mars 2012 à la suite d'une sélection interne.
Elle participe à la seconde demi-finale du Concours Eurovision de la chanson 2012, le 24 mai 2012.
Lors de la finale, le 26 mai 2012, elle obtient la 18e place (sur 26), avec 55 points. 
Détails des points : 10 points par la Turquie et la Croatie, 7 points par l'Autriche, la Slovénie et la Macédoine, 6 points par le Monténégro, 5 points par la Serbie, 2 points par la Slovaquie et 1 point par la Suisse.